# Холмы (Ельнинский район)
Холмы́ — деревня в Смоленской области России, в Ельнинском районе. Население — 1 житель (2007 год). Расположена в юго-восточной части области в 2,2 км восточнее Ельни. Входит в состав Ельнинского городского поселения.

## История
В годы Великой Отечественной войны деревня была местом ожесточённых боёв. Первый раз деревня была оккупирована гитлеровскими войсками в июле 1941 года. Освобождена в ходе Ельнинской операции. Повторно оккупирована 5 октября 1941 года. Окончательно освобождена в ходе Ельнинско-Дорогобужской операции 30 августа 1943 года.

## Экономика
3 фермерских хозяйства.